# Escudo mozambickie
Escudo – dawna jednostka monetarna Mozambiku z lat 1975–1980, która zastąpiła escudo portugalskie (używane w Mozambiku w latach 1914–1975), a sama została zastąpiona przez metical. Dzielił się na 100 centav.